# ABBYY FineReader
ABBYY FineReader — программа для оптического распознавания символов, разработанная международной компанией ABBYY.
Начиная с 15 версии, именуется ABBYY FineReader PDF, и имеет набор инструментов для создания и редактирования документов формата PDF.
Программа позволяет переводить изображения документов (фотографий, результатов сканирования, PDF-файлов) в электронные редактируемые форматы. В частности, в Microsoft Word, Microsoft Excel, Microsoft Powerpoint, Rich Text Format, HTML, PDF/A, searchable PDF, CSV и текстовые (plain text) файлы. Начиная с 11 версии файлы можно сохранять в формате djvu. Версия 14 поддерживает распознавание текста на 192 языках и имеет встроенную проверку орфографии для 48 из них. Помимо прочих языков, начиная с версии 10 имеется поддержка старой орфографии русского языка, а также с версии 12 появилась словарная поддержка для этого языка.
Программа доступна для Windows, macOS, Android и iOS.
Ядро FineReader без графического интерфейса доступно для Linux.
Версии 7 и 8 работают под Wine.
Есть также онлайн-версия, работа которой была приостановлена.
В мире — более 20 миллионов пользователей ABBYY FineReader. В основе FineReader — технология оптического распознавания символов ABBYY OCR, лицензиарами которой являются Fujitsu, Panasonic, Xerox, Samsung и другие.
В 2022 году компания ABBYY объявила о выходе с российского рынка и прекращении продаж продуктов и услуг на территории РФ и Беларуси. На сайте ABBYY среди доступных языков отображения русский язык отсутствует.

## Награды
- «Лучший soft 2009 года» (журнал Hard & Soft)
- «Лучший продукт 2009 года» («Мир ПК»)
- «Лучший продукт 2010 года» («Мир ПК»)
- Летом 2010 г. FineReader Express Edition for Mac выиграл главный приз в категории «Лучшее профессиональное ПО» на церемонии вручения наград Macworld Awards.
- Выбор эксперта ITExpert (2011)
- PC Magazine. Best of the Month 2011
- «Лучший продукт 2013 года» («Мир ПК»)
- PCMag Editors' Choice 2014
- И другие награды[15].